# Путрашик Ілля Іванович
Ілля́ Іва́нович Путра́шик — солдат Збройних сил України, поліцейський, учасник російсько-української війни. Брав участь у боях за Дебальцеве. Служив в Управлінні патрульної поліції в місті Вінниці (2015—2017). З початку повномасштабного вторгнення Росії в Україну пішов захищати країну.

## Нагороди
За особисту мужність і героїзм, виявлені у захисті державного суверенітету та територіальної цілісності України, вірність військовій присязі під час російсько-української війни.
- Нагороджений орденом «За мужність» III ступеня (26.2.2015)